# Śluza (jezioro)
Śluza (kaszb. Jezoro Slëża) – przepływowe jezioro rynnowe na Równinie Charzykowskiej w kompleksie leśnym Borów Tucholskich, w powiecie chojnickim województwa pomorskiego na wysokości 122 m n.p.m. Akwen jeziora jest połączony szeroką cieśniną z jeziorem Parszczenica. Linia brzegowa jest zróżnicowana i całkowicie porośnięta lasem sosnowym. Prowadzi tędy również "Szlak kajakowy rzeki Zbrzycy". Część wschodnia jeziora jest objęta obszarem Zaborskiego Parku Krajobrazowego, zaś zachodnia "Obszarem Chronionego Krajobrazu Fragment Borów Tucholskich".
Powierzchnia całkowita: 76,1 ha, maksymalna głębokość: 6,1 m.